# Андраде, Ребека
Ребека Родригес де Андраде (порт.-браз. Rebeca Rodrigues de Andrade; род. 8 мая 1999, Гуарульюс, Сан-Паулу) — бразильская гимнастка, двукратная олимпийская чемпионка, чемпионка мира в личном многоборье (2022) и двукратная чемпионка мира в опорном прыжке (2021 и 2023).

## Карьера

### Ранняя карьера

#### 2012 год
Андраде дебютировала на международном уровне на юниорском чемпионате Южной Америки в Кочабамбе, где она заняла первое место в составе бразильской команды и в индивидуальном многоборье.

#### 2013 год
Андраде начала свой сезон 2013 года на турнире Nadia Comăneci Invitational в Оклахома-Сити и выиграла золотую медаль в юниорском многоборье.

#### 2014 год
В феврале Андраде начала сезон с соревнований WOGA Classic в Плейно (штат Техас) и выиграла золото в многоборье, опорном прыжке и на брусьях, а также серебро в командных упражнениях, на бревне и в вольных упражнениях. Позже она участвовала в юниорском панамериканском чемпионате в Аракажу, где помогла сборной Бразилии выиграть серебряную медаль в командных соревнованиях. Она также выиграла серебро в многоборье и в вольных упражнениях, уступив Флавии Сарайве, а также выиграла золото в опорном прыжке, на разновысоких брусьях и бревне.

### Взрослые соревнования

#### 2015 год
Андраде дебютировала на Кубке мира в Любляне, где завоевала бронзовую медаль на брусьях, уступив Изабелле Онышко и Йонне Адлертег. Затем она отправилась на этап Мирового вызова в Сан-Паулу и завоевала серебряную медаль в опорном прыжке, а на брусьях заняла седьмое место.

#### 2016 год

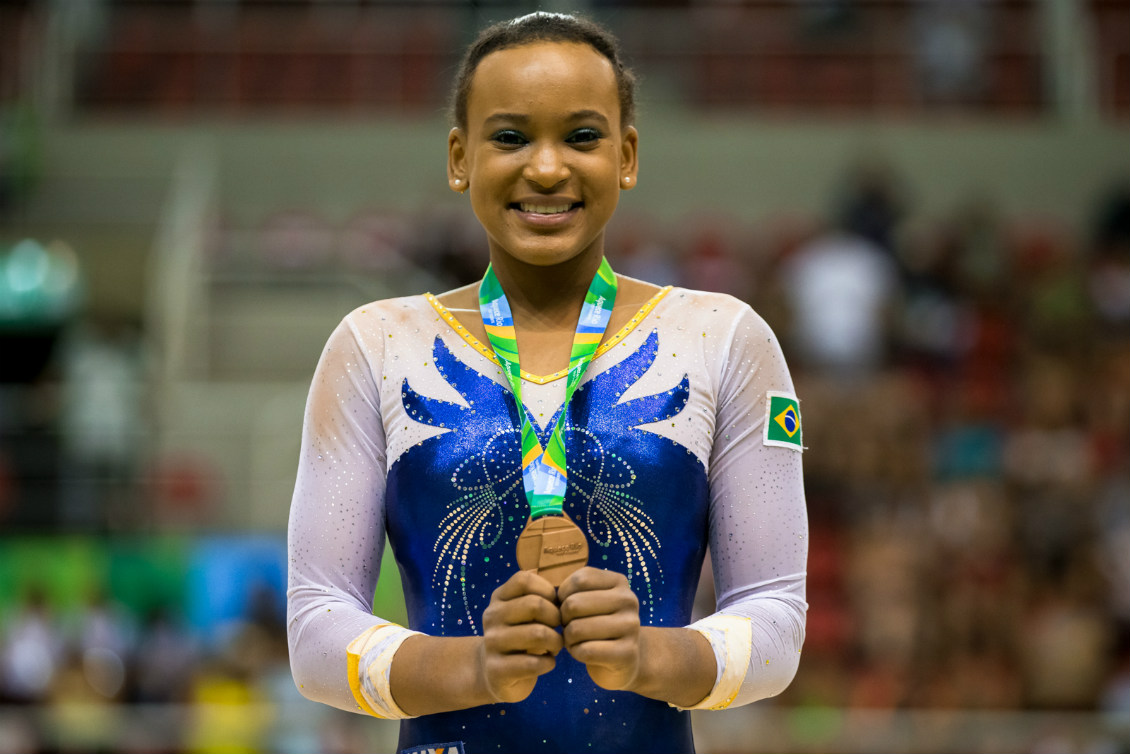
2016 год

Участвовала в Кубке мира в Дохе и выиграла серебряную медаль на брусьях, уступив Йонне Адлертег.
На Олимпийских играх 2016 года Ребека Андраде в квалификации помогла Бразилии выйти в командный финал, заняв пятое место, а в квалификации в индивидуальном многоборье она стала третьей, уступив американским гимнасткам Симоне Байлз и Александре Райсман. Во время финала командного первенства Ребека упала в вольных упражнениях, и бразильская команда стала восьмой. В индивидуальном многоборье она стала одиннадцатой.

#### 2020—2021
На Кубке мира в Баку в 2020 году Андраде во время квалификации заняла третье место на брусьях после Фань Илинь и Анастасии Ильянковой и второе место на бревне после Урары Асикавы и, таким образом, вышла в финал соревнований. Однако финал турнира был отменён из-за пандемии COVID-19 в Азербайджане. В июле Андраде и многие другие претенденты на Олимпийские игры из Бразилии отправились в Португалию, поскольку они не смогли возобновить тренировки из-за нестабильности пандемии COVID-19 в Бразилии и закрытых спортзалов. В декабре 2020 года у неё был положительный результат на COVID-19, но он протекал бессимптомно.
Ребека Андраде вернулась к соревнованиям на панамериканском чемпионате 2021 года. Золотую медаль завоевала бразильская команда: Ребека Андраде, Кристаль Безерра, Ана Луиза Лима, Лорран Оливейра и Джулия Соарес. Ребека выиграла золотую медаль в многоборье. Этот результат принёс ей и Люсиане Альварадо места в континентальной квоте на Олимпийские игры 2020.

#### Олимпийские игры 2020
На Олимпийских играх 2020 в Токио Ребека Андраде стала серебряным призёром в личном многоборье. Это первая в истории Бразилии медаль в спортивной гимнастике.
В опорном прыжке Ребека Андраде завоевала олимпийское золото, тем самым, став первой в истории Бразилии олимпийской чемпионкой по спортивной гимнастике.

#### Олимпийские игры 2024
На Олимпийских играх в Париже завоевала бронзу в командном первенстве, серебро в личном многоборье, золото в вольных упражнениях и серебро в опорном прыжке.